# چچیلیا کاپریوتی
چچیلیا کاپریوتی (ایتالیایی: Cecilia Capriotti؛ زادهٔ ۲۷ فوریهٔ ۱۹۷۶) بازیگر، مدل و مجری اهل ایتالیا است. 
از فیلم‌ها یا مجموعه‌های تلویزیونی که وی در آن‌ها نقش داشته است، می‌توان به تقدیم به رم با عشق اشاره نمود.